# 朱恩鏋
遼榮穆世子朱恩鏋（15世纪1452年前—1474年），明朝第四代遼王——遼靖王朱豪墭的嫡长子。《明實錄》無記載他的資料，他的名字只在《明宪宗宝训》及《謚法通考》等非正史中記載。
成化九年（1473年），父亲袭封辽王。他在生前是否获得遼世子的封号、具体时间皆不可考。成化十年（1474年）七月甲戌，父亲朱豪墭上奏朱恩鏋病故，继妃冯氏、妾曹氏“俱无所出，宜令殉葬”。明宪宗拒绝。後來其弟遼惠王朱恩鑙於成化十六年（1480年）進襲遼王，追諡曰榮穆世子。